# Ivanacara adoketa
Ivanacara adoketa – gatunek słodkowodnej ryby z rodziny pielęgnicowatych (Cichlidae). Bywa hodowany w akwariach domowych.
Jest endemicznym gatunkiem występującym tylko na terenie Brazylii. Zasiedla płytkie, leśne wody w dorzeczu rzeki Amazonka i Rio Negro.
Przebywa w kwaśnej wodzie, gdzie pH wody osiąga wartość poniżej 6,0, a temperatura wody osiąga 22–28 °C. Dorasta do 4,9 cm długości standardowej.